# Qualifications du tournoi féminin de basket-ball à trois aux Jeux olympiques d'été de 2020
Cet article traite de l'épreuve féminine. Pour la compétition masculine, voir Qualifications du tournoi masculin de basket-ball à trois aux Jeux olympiques d'été de 2020.
Navigation
TQO 2024
Le Tournoi de qualification olympique de basket-ball à trois féminin 2020 est une compétition organisée par la FIBA à Graz en mai 2021.
Le tournoi est initialement prévu en Inde en mars 2020 permettant d'attribuer trois places au tournoi féminin de basket-ball des Jeux olympiques de 2020.
En juin 2020, la FIBA que le tournoi prévu en Inde avant qu'il ne soi reporté à cause de la pandémie de Covid-19 est déplacé en Autriche du 26 au 30 mai 2021.

## Présentation de l'événement
Les tournois de qualification olympique de basket-ball masculin 2020 mettent aux prises 20 équipes nationales parmi lesquelles 3  se verront attribuer une qualification pour le tournoi olympique des Jeux 2020.
Les vingt équipes sont divisées en quatre poules de cinq, les deux premiers de chaque poule se qualifient pour des quarts de finale. Les finalistes et le vainqueur du match pour la troisième place se qualifient pour le tournoi olympique.

## Équipes participantes
Le pays-hôte du tournoi et les médaillés de la Coupe du monde de basket-ball 3×3 2019 se qualifient directement pour ce tournoi. Les seize autres sont sélectionnés par leur classement mondial, avec plusieurs restrictions :
- Un maximum de 10 pays par continent est autorisé,
- Un minimum de 30 pays doit être représenté (quel que soit le genre).

Ainsi, seuls 6 pays peuvent envoyer leurs deux équipes aux tournois de qualification.
La Chine, vainqueur de la Coupe du monde 2019, a été qualifiée directement pour le tournoi olympique via sa place dans le classement mondial. Sa place au tournoi de qualification a été réattribuée via ce même classement. 
| Compétition/Contexte                    | Places | Qualifiés                        |
| --------------------------------------- | ------ | -------------------------------- |
| Pays-hôte                               | 1      | Inde puis Autriche               |
| Coupe du monde de basket-ball 3×3 2019  | 2      | Hongrie                          |
| Coupe du monde de basket-ball 3×3 2019  | 2      | France                           |
| Classement mondial au 1er novembre 2019 | 16 + 1 | Iran (6)                         |
| Classement mondial au 1er novembre 2019 | 16 + 1 | Pays-Bas (7)                     |
| Classement mondial au 1er novembre 2019 | 16 + 1 | Italie (8)                       |
| Classement mondial au 1er novembre 2019 | 16 + 1 | Taïwan (9)                       |
| Classement mondial au 1er novembre 2019 | 16 + 1 | Estonie (10)                     |
| Classement mondial au 1er novembre 2019 | 16 + 1 | Japon (11)                       |
| Classement mondial au 1er novembre 2019 | 16 + 1 | États-Unis (12)                  |
| Classement mondial au 1er novembre 2019 | 16 + 1 | Allemagne (13)                   |
| Classement mondial au 1er novembre 2019 | 16 + 1 | Ukraine (14)                     |
| Classement mondial au 1er novembre 2019 | 16 + 1 | Biélorussie (15)                 |
| Classement mondial au 1er novembre 2019 | 16 + 1 | Suisse (16)                      |
| Classement mondial au 1er novembre 2019 | 16 + 1 | Espagne (17)                     |
| Classement mondial au 1er novembre 2019 | 16 + 1 | Turkménistan (22) puis Thaïlande |
| Classement mondial au 1er novembre 2019 | 16 + 1 | Uruguay (23)                     |
| Classement mondial au 1er novembre 2019 | 16 + 1 | Indonésie (25)                   |
| Classement mondial au 1er novembre 2019 | 16 + 1 | Australie (28)                   |
| Classement mondial au 1er novembre 2019 | 16 + 1 | Sri Lanka (30)                   |

Après que le pays hôte soit devenu l'Autriche au lieu de l'Inde, l'équipe d'Autriche est invitée à la place de l'Inde. 
Le Turkménistan, forfait, est remplacé par la Thaïlande.

## Compétition TQO

### Joueuses
| Numéro | Équipe      | Joueuses             | Joueuses             | Joueuses             | Joueuses                 |
| ------ | ----------- | -------------------- | -------------------- | -------------------- | ------------------------ |
| 1      | France      | Laëtitia Guapo       | Mamignan Touré       | Marie-Ève Paget      | Soana Lucet              |
| 2      | Iran        | Delaram Vakili       | Negin Rasoulipour    | Shadi Abdolvand      | Masoumeh Esmaeilzadeh    |
| 3      | Pays-Bas    | Loyce Bettonvil      | Jill Bettonvil       | Ilse Kuijt           | Noortje Driessen         |
| 4      | Italie      | Rae Lin D'Alie       | Marcella Filippi     | Chiara Consolini     | Sara Madera              |
| 5      | Taïwan      | Liu Hsi-yeh          | Wei Yu-chun          | Lin Hsien-fang       |                          |
| 6      | Japon       | Risa Nishioka        | Mio Shinozaki        | Mai Yamamoto         | Stephanie Mawuli         |
| 7      | Estonie     | Anna Gret Asi        | Kadri-Ann Lass       | Jane Svilberg        | Merike Anderson          |
| 8      | États-Unis  | Kelsey Plum          | Allisha Gray         | Katie Lou Samuelson  | Stefanie Dolson          |
| 9      | Allemagne   | Svenja Brunckhorst   | Stefanie Grigoleit   | Satou Sabally        | Theresa Simon            |
| 10     | Ukraine     | Krystyna Filevych    | Nataliia Tsiubyk     | Ganna Rulyova        | Anna Olkhovyk            |
| 11     | Biélorussie | Anastasiya Sushchyk  | Natallia Dashkevich  | Darya Mahalias       | Maryna Ivashchanka       |
| 12     | Suisse      | Marielle Giroud      | Sarah Kershaw        | Nancy Fora           | Evita Herminjard         |
| 13     | Espagne     | Aitana Cuevas        | Vega Gimeno          | Sandra Ygueravide    | Marta Canella            |
| 14     | Hongrie     | Cyesha Goree         | Klaudia Papp         | Alexandra Theodoreán | Dóra Medgyessy           |
| 15     | Uruguay     | Aldana Gayoso        | Sabina Bello         | Victoria Pereyra     | Florencia Somma          |
| 16     | Indonésie   | Ayu Sriartha         | Dyah Lestari         | Lea Kahol            | Nathania Orville         |
| 17     | Australie   | Bec Cole             | Alice Kunek          | Madeleine Garrick    | Keely Froling            |
| 18     | Sri Lanka   | Benika Don Thalagala | Solange Gunawijeya   | Anjalee Ekanayake    | Anne Stephanie Ravindran |
| 19     | Thaïlande   | Supavadee Kunchuan   | Kanokwan Prajuapsook | Warunee Kitraksa     | Rujiwan Bunsinprom       |
| 20     | Autriche    | Anja Fuchs-Robetin   | Rebekka Kalaydjiev   | Camilla Neumann      | Sarah Sagerer            |

### Phase de groupes

#### Groupe A
| Rang | Équipe     | %   | J | G | P | Pp  | Moy. |
| ---- | ---------- | --- | - | - | - | --- | ---- |
| 1    | États-Unis | 100 | 4 | 4 | 0 | +44 | 11   |
| 2    | France     | 75  | 4 | 3 | 1 | +28 | 7    |
| 3    | Allemagne  | 50  | 4 | 2 | 2 | +4  | 1    |
| 4    | Indonésie  | 25  | 4 | 1 | 3 | -32 |      |
| 5    | Uruguay    | 0   | 4 | 0 | 4 | -44 |      |

| 27 mai 11:00 |  |  | 21-7 |  |  |  |

| 27 mai 11:25 |  |  | 21-12 |  |  |  |

| 27 mai 13:05 |  |  | 17-21 |  |  |  |

| 27 mai 13:30 |  |  | 9-22 |  |  |  |

| 27 mai 15:10 |  |  | 20-9 |  |  |  |

| 29 mai 11:00 |  |  | 12-21 |  |  |  |

| 29 mai 11:25 |  |  | 15-22 |  |  |  |

| 29 mai 13:05 |  |  | 21-12 |  |  |  |

| 29 mai 13:30 |  |  | 6-18 |  |  |  |

| 29 mai 15:10 |  |  | 5-22 |  |  |  |

#### Groupe B
| Rang | Équipe    | %   | J | G | P | Pp  | Moy. |
| ---- | --------- | --- | - | - | - | --- | ---- |
| 1    | Japon     | 100 | 4 | 4 | 0 | +42 | 10,5 |
| 2    | Australie | 75  | 4 | 3 | 1 | +34 | 8,5  |
| 3    | Ukraine   | 50  | 4 | 2 | 2 | +4  | 1    |
| 4    | Thaïlande | 25  | 4 | 1 | 3 | -45 |      |
| 5    | Iran      | 0   | 4 | 0 | 1 | -49 |      |

| 26 mai 11:00 |  |  | 21-15 |  |  |  |

| 26 mai 11:25 |  |  | 21-7 |  |  |  |

| 26 mai 13:05 |  |  | 4-22 |  |  |  |

| 26 mai 13:30 |  |  | 15-12 |  |  |  |

| 26 mai 15:10 |  |  | 20-21 |  |  |  |

| 28 mai 11:00 |  |  | 20-17 |  |  |  |

| 28 mai 11:25 |  |  | 5-22 |  |  |  |

| 28 mai 13:05 |  |  | 17-7 |  |  |  |

| 28 mai 13:30 |  |  | 6-21 |  |  |  |

| 28 mai 15:10 |  |  | 22-2 |  |  |  |

#### Groupe C
| Rang | Équipe      | %   | J | G | P | Pp  | Moy. |
| ---- | ----------- | --- | - | - | - | --- | ---- |
| 1    | Hongrie     | 100 | 4 | 4 | 0 | +38 | 9,5  |
| 2    | Biélorussie | 50  | 4 | 2 | 2 | +14 | 3,5  |
| 3    | Pays-Bas    | 50  | 4 | 2 | 2 | +11 | 2,8  |
| 4    | Estonie     | 50  | 4 | 2 | 2 | +3  | 0,8  |
| 5    | Sri Lanka   | 0   | 4 | 0 | 4 | -66 |      |

Règles en cas d'égalité : 1) Victoires ; 2) Affrontements directs; 3) Points marqués ; 4) Têtes de série.
Biélorussie 1–1, 68 PS; Pays-Bas 1–1, 65 PS, 3e tête de série; Estonie 1–1, 65 PS, 7e tête de série
| 27 mai 20:45 |  |  | 22-6 |  |  |  |

| 27 mai 19:20 |  |  | 11-21 |  |  |  |

| 27 mai 22:05 |  |  | 14-20 |  |  |  |

| 28 mai 9:55 |  |  | 4-22 |  |  |  |

| 28 mai 10:20 |  |  | 13-17 |  |  |  |

| 29 mai 17:25 |  |  | 14-16 |  |  |  |

| 29 mai 19:05 |  |  | 21-10 |  |  |  |

| 29 mai 19:30 |  |  | 3-22 |  |  |  |

| 29 mai 21:10 |  |  | 13-21 |  |  |  |

| 29 mai 21:35 |  |  | 22-9 |  |  |  |

#### Groupe D
| Rang | Équipe   | %  | J | G | P | Pp  | Moy. |
| ---- | -------- | -- | - | - | - | --- | ---- |
| 1    | Espagne  | 75 | 4 | 3 | 1 | +19 | 4,8  |
| 2    | Suisse   | 75 | 4 | 3 | 1 | +21 | 5,3  |
| 3    | Autriche | 75 | 4 | 3 | 1 | +3  | 0,8  |
| 4    | Italie   | 25 | 4 | 1 | 3 | -8  |      |
| 5    | Taïwan   | 0  | 4 | 0 | 4 | -35 |      |

Règles en cas d'égalité : 1) Victoires ; 2) Affrontements directs; 3) Points marqués ; 4) Têtes de série.
Espagne 1–1, 78 PS; Suisse 1–1, 71 PS; Autriche 1–1, 69 PS 
| 26 mai 17:00 |  |  | 20-21 |  |  |  |

| 26 mai 17:25 |  |  | 15-21 |  |  |  |

| 26 mai 18:40 |  |  | 16-14 |  |  |  |

| 26 mai 20:20 |  |  | 14-13 |  |  |  |

| 26 mai 20:45 |  |  | 21-14 |  |  |  |

| 28 mai 17:25 |  |  | 21-17 |  |  |  |

| 28 mai 18:40 |  |  | 22-10 |  |  |  |

| 28 mai 19:05 |  |  | 21-11 |  |  |  |

| 28 mai 20:20 |  |  | 21-13 |  |  |  |

| 28 mai 20:45 |  |  | 11-21 |  |  |  |

### Phase finale

#### Tableau
|  | Quarts de finale | Quarts de finale |            |         | Demi-finales           | Demi-finales |  |  | Finale       | Finale |
|  | Quarts de finale | Quarts de finale |            |         | Demi-finales           | Demi-finales |  |  | Finale       | Finale |
|  |                  |                  |            |         |                        |              |  |  |              |        |
|  |                  |                  |            |         |                        |              |  |  | non disputée |        |
|  |                  |                  |            |         |                        |              |  |  |              |        |
|  | États-Unis       | 21               |            |         |                        |              |  |  |              |        |
|  | États-Unis       | 21               |            |         |                        |              |  |  |              |        |
|  | Biélorussie      | 10               |            |         |                        |              |  |  |              |        |
|  | Biélorussie      | 10               | États-Unis | 21      |                        |              |  |  |              |        |
|  |                  |                  | États-Unis | 21      |                        |              |  |  |              |        |
|  |                  | Espagne          | 13         |         |                        |              |  |  |              |        |
|  | Espagne          | Espagne          | 13         | 14      |                        |              |  |  |              |        |
|  | Espagne          |                  |            | 14      |                        |              |  |  |              |        |
|  | Australie        | 12               |            |         |                        |              |  |  |              |        |
|  | Australie        | 12               | -          |         |                        |              |  |  |              |        |
|  |                  |                  |            |         |                        |              |  |  |              |        |
|  |                  | -                |            |         |                        |              |  |  |              |        |
|  | Japon            | 20               |            |         |                        |              |  |  |              |        |
|  | Japon            | 20               |            |         |                        |              |  |  |              |        |
|  | Suisse           | 13               |            |         |                        |              |  |  |              |        |
|  | Suisse           | 13               | Japon      | 14      |                        |              |  |  |              |        |
|  |                  |                  | Japon      | 14      | Match pour la 3e place |              |  |  |              |        |
|  |                  | France           | 15         |         |                        |              |  |  |              |        |
|  | Hongrie          | France           | 15         | 17      |                        |              |  |  |              |        |
|  | Hongrie          |                  |            | 17      |                        |              |  |  |              |        |
|  | France           | 18ap             |            | Espagne | 18                     |              |  |  |              |        |
|  | France           | 18ap             |            | Espagne | 18                     |              |  |  |              |        |
|  |                  |                  |            |         |                        |              |  |  | Japon        | 20ap   |
|  |                  |                  |            |         |                        |              |  |  | Japon        | 20ap   |

La finale n'est pas disputée. Les équipes qualifiées sont les vainqueurs des demi-finales et celui de la troisième place.

### Classement final
| 1er                           | États-Unis  | 6 | 6 | 0 | 127 | 64  | +63 |
| 2e                            | France      | 6 | 5 | 1 | 109 | 79  | +30 |
| 3e                            | Japon       | 7 | 6 | 1 | 138 | 98  | +40 |
| 4e                            | Espagne     | 7 | 4 | 3 | 123 | 113 | +11 |
| Éliminés en quarts de finale  |             |   |   |   |     |     |     |
| 5e                            | Hongrie     | 5 | 4 | 1 | 98  | 61  | +37 |
| 6e                            | Australie   | 5 | 3 | 2 | 86  | 54  | +32 |
| 7e                            | Suisse      | 5 | 3 | 2 | 84  | 70  | +14 |
| 8e                            | Biélorussie | 5 | 2 | 3 | 78  | 75  | +3  |
| Éliminés au tour préliminaire |             |   |   |   |     |     |     |
| 9e                            | Autriche    | 4 | 3 | 1 | 69  | 66  | +3  |
| 10e                           | Ukraine     | 4 | 2 | 2 | 67  | 49  | +18 |
| 11e                           | Pays-Bas    | 4 | 2 | 2 | 65  | 54  | +11 |
| 12e                           | Allemagne   | 4 | 2 | 2 | 67  | 63  | +4  |
| 13e                           | Estonie     | 4 | 2 | 2 | 65  | 62  | +3  |
| 14e                           | Italie      | 4 | 1 | 3 | 69  | 77  | −8  |
| 15e                           | Indonésie   | 4 | 1 | 3 | 44  | 76  | −32 |
| 16e                           | Thaïlande   | 4 | 1 | 3 | 39  | 84  | −45 |
| 17e                           | Taïwan      | 4 | 0 | 4 | 50  | 85  | −35 |
| 18e                           | Uruguay     | 4 | 0 | 4 | 41  | 85  | −44 |
| 19e                           | Iran        | 4 | 0 | 4 | 33  | 82  | −49 |
| 20e                           | Sri Lanka   | 4 | 0 | 4 | 22  | 88  | −66 |

|  | Qualifiés pour les Jeux olympiques de 2020 |

Les États-Unis, la France, le Japon rejoignent la Chine, comité olympique de Russie, la Roumanie et la Mongolie, qui étaient déjà qualifiés selon le ranking de la FIBA au 1er novembre 2019. la huitième équipe sera qualifiée à l'issue du tournoi de l'Universalité qui est disputé du 4 au 6 juin 2021 en Hongrie à Debrecen.

## Compétition UTQO

### Joueuses
| Numéro | Équipe   | Joueuses        | Joueuses          | Joueuses             | Joueuses              |
| ------ | -------- | --------------- | ----------------- | -------------------- | --------------------- |
| 1      | Italie   | Rae Lin D'Alie  | Giulia Rulli      | Chiara Consolini     | Sara Madera           |
| 2      | Pays-Bas | Loyce Bettonvil | Jill Bettonvil    | Ilse Kuijt           | Noortje Driessen      |
| 3      | Hongrie  | Cyesha Goree    | Klaudia Papp      | Alexandra Theodoreán | Dóra Medgyessy        |
| 4      | Iran     | Delaram Vakili  | Negin Rasoulipour | Shadi Abdolvand      | Masoumeh Esmaeilzadeh |
| 5      | Taïwan   | Liu Hsi-yeh     | Wei Yu-chun       | Lin Hsien-fang       |                       |
| 6      | Estonie  | Anna Gret Asi   | Kadri-Ann Lass    | Jane Svilberg        | Merike Anderson       |

### Phase de groupes

#### Groupe A
| Rang | Équipe | %   | J | G | P | Pp  | Moy. |
| ---- | ------ | --- | - | - | - | --- | ---- |
| 1    | Italie | 100 | 2 | 2 | 0 | +26 | 13   |
| 2    | Taïwan | 50  | 2 | 1 | 1 | -4  |      |
| 3    | Iran   | 0   | 2 | 0 | 2 | -22 |      |

#### Groupe B
| Rang | Équipe   | %   | J | G | P | Pp | Moy. |
| ---- | -------- | --- | - | - | - | -- | ---- |
| 1    | Hongrie  | 100 | 2 | 2 | 0 | +5 | 2,5  |
| 2    | Pays-Bas | 50  | 2 | 1 | 1 | -1 |      |
| 3    | Estonie  | 100 | 2 | 2 | 0 | -4 |      |

### Phase finale

#### Tableau
|  | Quarts de finale | Quarts de finale |          |    | Demi-finales | Demi-finales |  |  | Finale | Finale |
|  | Quarts de finale | Quarts de finale |          |    | Demi-finales | Demi-finales |  |  | Finale | Finale |
|  |                  |                  |          |    |              |              |  |  |        |        |
|  |                  |                  |          |    |              |              |  |  |        |        |
|  |                  |                  |          |    |              |              |  |  |        |        |
|  | Italie           | 16               |          |    |              |              |  |  |        |        |
|  | Italie           | 16               | Pays-Bas | 20 |              |              |  |  |        |        |
|  | Pays-Bas         | 13               | Pays-Bas | 20 |              |              |  |  |        |        |
|  | Pays-Bas         | 13               | Iran     | 10 |              |              |  |  |        |        |
|  |                  |                  | Iran     | 10 | Italie       | 13           |  |  |        |        |
|  |                  |                  |          |    | Italie       | 13           |  |  |        |        |
|  |                  | Hongrie          | 12       |    |              |              |  |  |        |        |
|  | Taïwan           | Hongrie          | 12       | 21 |              |              |  |  |        |        |
|  | Taïwan           | Taïwan           | 9        | 21 |              |              |  |  |        |        |
|  | Estonie          | Taïwan           | 9        | 17 |              |              |  |  |        |        |
|  | Estonie          | Hongrie          | 21       | 17 |              |              |  |  |        |        |
|  |                  | Hongrie          | 21       |    |              |              |  |  |        |        |

L'Italie est qualifiée à l'issue du tournoi de l'Universalité qui est disputé du 4 au 6 juin 2021 en Hongrie à Debrecen.